# 聖若瑟主教座堂 (索菲亞)
42°41′55″N 23°19′11″E / 42.69861°N 23.31972°E
聖若瑟主教座堂是位於保加利亞首都索菲亞的一座羅馬天主教的主教座堂。聖若瑟主教座堂和聖路易主教座堂並為天主教索菲亞暨普羅夫迪夫教區的主教座堂。現在的教堂修建於2002年至2006年期間。